# Estació del Carrilet (Santa Cristina d'Aro)
Estació del Carrilet és una obra del municipi de Santa Cristina d'Aro (Baix Empordà) inclosa en l'Inventari del Patrimoni Arquitectònic de Catalunya.

## Descripció
Es tracta d'un edifici format per dues construccions, la principal que feia d'estació i una caseta on hi havia instal·lats els lavabos. L'edifici central és de planta rectangular i fet de maó, amb coberta a doble vessant i el carener perpendicular a les façanes principals. Presenta una disposició simètrica dels elements, amb dues entrades tant a la façana principal com a la posterior i finestres, totes elles amb emmarcaments de maó vist, seguint el mateix sistema que als angles de l'edifici i al basament.

## Història
És un conjunt d'edificis de l'antiga estació del "Carrilet" de Santa Cristina. Aquesta línia de ferrocarril era de via estreta; feia el recorregut de Sant Feliu de Guíxols a Girona. Creada per Joan Casas i Arxer i Enric Heria, fou inaugurada el 30 de juny de 1892, tot funcionant fins al 1969. Inicialment aquesta via tenia 37 km de recorregut, però el 1924 es va perllongar fins al moll de Sant Feliu per exportar mercaderies. Va fer un gran servei a la comarca i a la indústria surotapera de la zona, al mateix temps que oferia una sortida al mar als habitants de Girona i d'altres indrets no costaners.
L'estació fou restaurada fa uns quants anys, amb gestió de l'Ajuntament, instal·lant-hi el Centre Cultural. Actualment s'hi troba emplaçada l'Oficina de Turisme.
Avui dia l'antic recorregut del carrilet es fa servir com a carril bici, i arriba de Sant Feliu de Guíxols a Olot.